# Torres do Mondego
Torres do Mondego is een plaats (freguesia) in de Portugese gemeente Coimbra en telt 2 550 inwoners (2001).